# Stazione di Zappulla
La stazione di Zappulla è una stazione intermedia della linea ferroviaria Palermo-Messina.

## Storia
Venne costruita come stazione passante in superficie sul vecchio tracciato della linea ferroviaria Palermo-Messina realizzato in ritardo rispetto al programma di costruzioni ferroviarie in Sicilia che, iniziato dalla Società Vittorio Emanuele, dovette essere completato prima dalla Società italiana per le strade ferrate meridionali dal 1872 e finito, dal 1885 in poi, dalla Società per le strade ferrate della Sicilia. La stazione entrò in servizio il 16 giugno 1895 unitamente al tronco Capo d'Orlando-Naso-Tusa della linea Messina-Palermo ed inizialmente era provvista solamente di telegrafo. Il nome di Zappulla deriva dall'omonimo fiume che scorre nei pressi della stazione.
Verso la fine degli anni novanta fu chiuso lo scalo merci e relativi servizi. L'8 maggio 2005 il IV binario di circolazione è stato trasformato in binario tronco .

## Strutture e impianti
La stazione di Zappulla è situata al km 132+722 del tracciato della linea Palermo-Messina, nell'omonima frazione del Comune di Torrenova ed a meno di 1 km da Rocca di Capri Leone. Il fabbricato viaggiatori è su due livelli, di cui al secondo piano vi è l'alloggio del capostazione, e non presenta elementi architettonici di rilievo. La stazione possiede arredi standard: un'obliteratrice ed una bacheca con tabella oraria. La stazione è gestita in telecomando dal DCO nell'impianto di Palermo Centrale. Il fascio binari comprende complessivamente cinque binari di cui tre di circolazione e due tronchi per i mezzi di servizio.

## Movimento
La stazione è utilizzata esclusivamente a servizio regionale, con treni a corta percorrenza. In base alla tabella oraria ferroviaria estiva 2011, in essa fermano 22 treni regionali (fra feriali e festivi).

## Servizi
La stazione è fornita di parcheggio, videosorveglianza e annunci sonori di arrivo e partenza treni.
Per quello che riguarda la categorizzazione delle stazioni, RFI la considera di categoria bronze.